# Лин
Лин (др.-греч. Λῖνος), в древнегреческой мифологии имя нескольких персонажей, близких по характеру. По лексикону Фотия, их три: (1) сын Каллиопы, (2) сын Аполлона и Алкионы, (3) сын Псамафы и Аполлона.

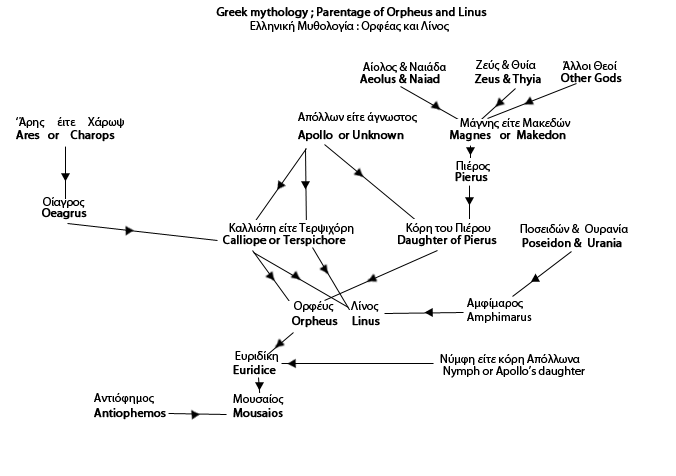
Лин

Слово лин встречается в «Илиаде» (XVIII 570). Припев «айлинон» встречается у Эсхила, Софокла и Еврипида. Памф и Сапфо называют его Ойтолин.

## Мифический певец
Лин — сын Аполлона и Каллиопы (либо Аполлона и Урании), либо сын Урании и Амфимара, либо сын Эагра и Мениппы, либо сын Эагра и Каллиопы, или Гермеса и Урании, или сын Аполлона и Эфусы, отец Пиера. В большинстве родословных — брат Орфея, величайший знаток музыки.
По некоторым, его родина — Аполлония на Крите. По Гераклиду Понтийскому, Лин — евбеец, впервые сочинил плачи (трены). Он победил в пении на погребальных играх по Пелию.
По одному из сказаний, Аполлон убил его, так как тот пытался сравниться с ним в пении. На Геликоне ему приносят жертвы перед жертвоприношением Муз. Его могила на Евбее, где он умер от стрелы Аполлона. Его оплакивают.
Действующее лицо пьесы Ахея Эретрийского «Лин».

## Фиванская версия
По этой версии, фиванец Лин — сын Исмения. Он обучал юного Геракла пению и игре на кифаре. Однажды Лин побил его, но Геракл нанес ему удар кифарой и убил. По некоторым, учитель Геракла именуется сыном Аполлона. Обучение им Геракла было представлено в комедии Алексида «Лин». Похоронен у фиванцев, затем могила затерялась.

## Лин-ребёнок
По третьей версии, Лин был сыном Аполлона и Псамафы. Младенцем был разорван собаками.
Согласно Павсанию, в Аргосе находилась могила автора поэм.

## Сочинения Лина
По некоторым сведениям, он изобрел письменность, описал пеласгическими буквами деяния первого Диониса. По Гиппоботу, причислялся к двенадцати мудрецам. Некоторыми античными авторами причислялся к списку семи мудрецов.
Лину приписывается ряд сохранившихся фрагментов, находящихся в русле предфилософской традиции и имеющих немало общего с орфизмом; видимо, под именем Лина в античное время была известна поэма, в которой говорилось о начале всех вещей и элементах. Несмотря на философскую значимость, судя по ряду фрагментов (DK B 11-12), поэма «Лина» была ещё очень мифологична.
Лин считает, что было время, когда все вещи были вместе и каждая вещь была частью Целого. Наступит время, когда снова всё будет одно. И так по кругу, из чего следует, что бытие неуничтожимо. Боги произошли из хаоса.
Лин говорит о необходимости обуздать чрево — источник всех безобразий.
Перевод сохранившихся текстов см. в книге: Фрагменты ранних греческих философов. Ч.1. М., 1989. С.70-73.